# Horchata

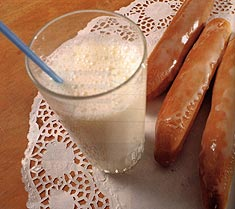
Een glas horchata de chufa

Horchata of tijgernotenmelk (Valenciaans: orxata) is een Spaanse drank uit de regio Valencia. Het is een melkachtige substantie, gemaakt van aardamandelen (of tijgernoten), water en suiker.
Horchata is in Valencia ontstaan in de 13e eeuw. De naam is waarschijnlijk afgeleid van een Latijns woord voor gerst, de term hordeata, die op zijn beurt weer afkomstig is van hordeum, verwant aan een mediterrane traditie van dranken op basis van graan. De Italiaanse en Maltese orzata, de Franse en Engelse orgeat hebben dezelfde oorsprong, hoewel de dranken zelf uiteenlopen en over het algemeen niet meer worden gemaakt van gerst.
Buiten Spanje wordt de drank gemaakt in Italië en op Malta met wilde amandelolie. Bij uitbreiding wordt de term ook wel voor vergelijkbare dranken met een andere basis gebruikt; op Cuba en Puerto Rico wordt bijvoorbeeld sesamzaad gebruikt. In Frankrijk wordt een vergelijkbare drank gemaakt (orgeat) op basis van amandelen in plaats van aardamandelen; in andere landen rond de Middellandse Zee kent men boza, gemaakt van bulgur (tarwe) of andere graansoorten. In Mexico is horchata een populaire volksdrank die vaak wordt genuttigd bij taco’s en ander lokaal voedsel. Horchata wordt in Mexico vaak geserveerd met kaneel. 